# 峯本達雄
峯本 達雄（みねもと たつお、1953年6月12日 - ）は、和歌山県出身の元プロ野球選手（外野手、内野手）。右投右打。

## 来歴・人物

### プロ入り前
新宮高では、左翼手として1971年夏の甲子園県予選準決勝に進出するが、市和歌山商に敗退。高校時代のチームメイトに庄司智久がいた。
高校卒業後は、社会人野球の新日本製鐵堺に入団。1976年の都市対抗野球では、試合前の本塁打競争に優勝。河合楽器との1回戦でも本塁打を放ち注目される。社会人時代のチームメートに中出謙二や尾西和夫などがいた。 
1976年のドラフト会議で、阪神タイガースから4位指名を受けて入団した。

### プロ入り後
1977年には、ウエスタン・リーグ公式戦42試合に出場。打率.269、4本塁打、27打点という成績を残した。しかし、足の骨折で出遅れたため、一軍公式戦への出場機会がなかった。
1978年には、一軍公式戦17試合に出場。主に代打として起用された。7月5日の対中日ドラゴンズ戦（阪神甲子園球場）では、代打で一軍初本塁打を放っている。
1979年には、ウエスタン・リーグ公式戦62試合に出場。55打点で打点王のタイトルを獲得したほか、打率.309、10本塁打という好成績を挙げた。しかし、一軍公式戦への出場機会はなかった。
1980年には、登録を内野手に変更。一軍公式戦へ2年振りに出場したが、1試合にとどまった。68試合に出場したウエスタン・リーグ公式戦では、打率.272、46打点を記録。さらに、8月24日の対広島東洋カープ戦で3打席連続本塁打を放つなど、自己最多の16本塁打（いずれも球団のファーム公式戦シーズン最多記録）を達成した。
1981年には、一軍・二軍とも、公式戦への出場機会がなかった。結局、一軍公式戦で守備に就くことがないまま、この年限りで現役を引退した。

### 現役引退後
1982年から2015年まで、阪神球団に職員として在籍。用具係・スコアラー・管理部査定担当・編成部査定調査担当・管理部次長・管理部長を経て、球団本部長を最後に退職した。

## 詳細情報

### 年度別打撃成績
| 年 度     | 球 団     | 試 合 | 打 席 | 打 数 | 得 点 | 安 打 | 二 塁 打 | 三 塁 打 | 本 塁 打 | 塁 打 | 打 点 | 盗 塁 | 盗 塁 死 | 犠 打 | 犠 飛 | 四 球 | 敬 遠 | 死 球 | 三 振 | 併 殺 打 | 打 率 | 出 塁 率 | 長 打 率 | O P S |
| --------- | --------- | ----- | ----- | ----- | ----- | ----- | -------- | -------- | -------- | ----- | ----- | ----- | -------- | ----- | ----- | ----- | ----- | ----- | ----- | -------- | ----- | -------- | -------- | ----- |
| 1978      | 阪神      | 17    | 18    | 18    | 2     | 2     | 1        | 0        | 1        | 6     | 1     | 0     | 0        | 0     | 0     | 0     | 0     | 0     | 8     | 0        | .111  | .111     | .333     | .444  |
| 1980      | 阪神      | 1     | 1     | 1     | 0     | 0     | 0        | 0        | 0        | 0     | 0     | 0     | 0        | 0     | 0     | 0     | 0     | 0     | 1     | 0        | .000  | .000     | .000     | .000  |
| 通算：2年 | 通算：2年 | 18    | 19    | 19    | 2     | 2     | 1        | 0        | 1        | 6     | 1     | 0     | 0        | 0     | 0     | 0     | 0     | 0     | 9     | 0        | .105  | .105     | .316     | .421  |

### 表彰
- ウエスタン・リーグ打点王：1回（1979年）

### 記録
- 初出場：1978年6月29日、対ヤクルトスワローズ11回戦（明治神宮野球場）、8回表に安仁屋宗八の代打で出場
- 初安打・初本塁打・初打点：1978年7月5日、対中日ドラゴンズ15回戦（阪神甲子園球場）、3回裏に伊藤弘利の代打で出場、フレッド・クハウルアからソロ

### 背番号
- 35（1977年 - 1981年）